# Akassa (Nigéria)
Pour les articles homonymes, voir Akassa.

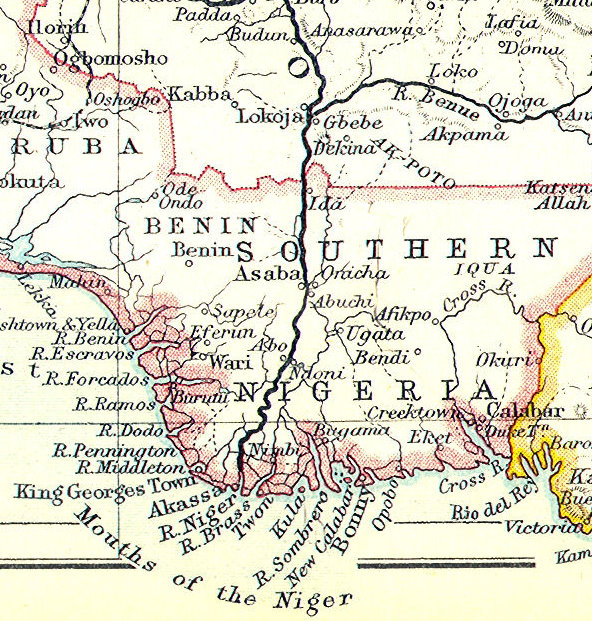
Akassa (en bas) sur une carte John Bartholomew & Co. publiée c. 1914.

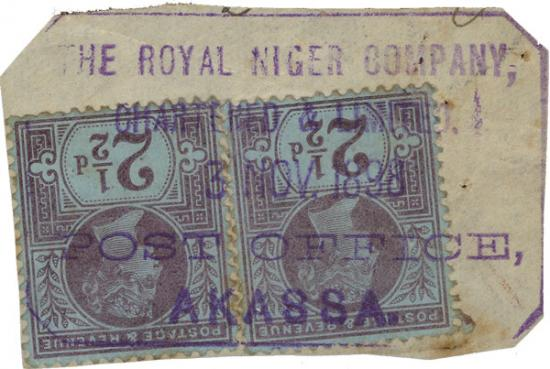
Timbres britanniques utilisés en 1898 à Akassa par la Royal Niger Company.

Akassa est une colonie située à l'extrême sud du Nigeria dans l'État de Bayelsa où l'estuaire de la rivière Nun rencontre l'océan Atlantique. Il a un phare qui existe depuis 1910.
La proximité d'Akassa avec l'Atlantique en a fait un site commercial traditionnel au Nigeria et pendant les années coloniales britanniques, c'était le site d'un avant-poste de la Royal Niger Company. Les taxes imposées par la société aux populations locales ont provoqué l'attaque de la colonie d'Akassa en 1895.
Au cœur du delta du Niger, l'habitation dans la région générale est prise en sandwich entre l'eau salée et l'eau saumâtre des mangroves et la plupart des habitants vivent de la pêche ou du commerce à petite échelle, ou en fournissant des services aux multinationales pétrolières. entreprises actives dans la région. Il y a peu de routes et pas d'électricité. Les établissements de santé et d'éducation  sont peu nombreux et la plupart des gens n'ont pas accès à l'eau potable.
Plus récemment, la Fondation Akassa Development  a été créée en collaboration avec Pro-Natura International, Statoil et BP pour renforcer les capacités locales,.

## Climat
Akassa a un climat de forêt tropicale humide avec des précipitations abondantes à très abondantes toute l'année.
| Mois | jan. | fév. | mars | avril | mai | juin | jui. | août | sep. | oct. | nov. | déc. |
| ---- | ---- | ---- | ---- | ----- | --- | ---- | ---- | ---- | ---- | ---- | ---- | ---- |